# بوب ويدوسون
بوب ويدوسون (بالإنجليزية: Bob Widdowson)‏ هو لاعب كرة قدم بريطاني في مركز حراسة المرمى، ولد في 12 سبتمبر 1941 في لوفبرا في المملكة المتحدة. لعب مع شيفيلد يونايتد ونادي بورتسموث ونادي يورك سيتي.